# 澳門假日酒店
澳門假日酒店（葡萄牙語：Holiday Inn Macau）位於澳門新口岸北京街，是一家四星級酒店，乃假日酒店成員之一，為洲際酒店集團旗下物業。該酒店於1993年開幕，設有410間客房，並設有假日鑽石娛樂場，初期以休閑度假特色為主題。
為提升娛樂場的競爭力，該酒店於2006年期間開始改建工程，門口由兩個加至三個，新加建的門口只作為進出娛樂場之用。
2021年7月15日，假日鑽石娛樂場向員工發出內部通告，宣佈該娛樂場於7月31日起停運。據了解，該賭場全盛時期有數十張賭枱和數十位員工，於2018年的數據顯示，中場有28張賭枱、老虎機48部，三、四樓的貴賓廳還有27張賭枱。2021年8月1日後，該娛樂場由澳娛直接營運。 後來澳娛將直接地接手繼續營運該娛樂場，但澳娛暫時對相關事件不作評論。其後澳娛正式接手該娛樂場，營運至同年12月31日。
2023年1月1日，新輪十年期賭牌合同正式實施，鑽石娛樂場在合同實施後正式結束營運。

## 交通配套
澳門假日酒店設有來往酒店與關閘口岸及外港碼頭之間的接駁專巴服務。